# IJskoud (roman)
IJskoud is een boek over vampiers, geschreven door Richelle Mead. Het boek verscheen in de reeks Academicus Vampyrus, die de tweede plaats op de New York Times-bestsellerlijst bereikte. Frostbite is het vervolg op het verhaal van de hoofdpersoon, Rosemarie (Rose) Hathaway, haar band met Lissa, haar groeiende gevoelens voor haar instructeur Dimitri en haar opleiding tot Beschermer.

## Inhoud
Het verhaal begint wanneer Rose en Dimitri naar de legendarische beschermer Arthur Schoenberg reizen voor Rose's Kwalificatie-examen. Wanneer ze aankomen bij het huis van de Moroi familie die hij beschermt, ontdekken ze dat iedereen is afgeslacht, ook Arthur en de bewakers. Rose vindt ook een zilveren mes, een magisch voorwerp dat Strigoi niet kunnen aanraken, wat erop wijst dat de Strigoi hulp moeten hebben gehad van menselijke assistenten. Het bloedbad zet de gehele vampiergemeenschap op scherp. Om de veiligheid van de studenten van St. Vladimir's Academy te waarborgen, wordt er vlak na de kerst een skitocht gemaakt naar de hut van een rijke Moroifamilie.
Tijdens de skitocht breekt er paniek uit wanneer langzaam bekend wordt dat de Strigoi opnieuw een koninklijke Moroifamilie hebben aangevallen, waarbij Mia's moeder is omgekomen. Tijdens haar verblijf in de hut ontmoet Rose een Moroi genaamd Adrian Ivashkov, die duidelijk belangstelling voor Rose heeft en later op vriendschappelijke voet raakt met Lissa, nadat ze ontdekt hebben dat ze beiden Spirit hebben. Op Adrians feest beginnen Mason, zijn vriend Eddie en Mia te praten over het jagen op Strigoi. Na een verhitte discussie met Dimitri, geeft Rose Mason vertrouwelijke informatie over de mogelijke schuilplaatsen van de Strigoi. Eenmaal in het bezit van deze informatie sluipen Mason, Mia en Eddie weg uit de skihut en reizen ze naar Spokane, Washington, om zelf op Strigoi te gaan jagen. Rose komt echter achter hun plan, en zij en Christian gaan erachteraan om hen te stoppen.
Het lukt Rose en Christian de groep te vinden, en ze weten hen over te halen naar de hut terug te keren. Maar ze worden overvallen door Strigoi, die hen dagenlang gevangen houden en dreigen te zullen doden. Rose bedenkt uiteindelijk een plan om te ontsnappen, en ze slagen erin het huis te ontvluchten, het veilige daglicht in, behalve Rose, die binnen nog met twee Strigoi in gevecht is. Mason wordt gedood wanneer hij teruggaat om Rose te helpen. Dan brengt Rose beide Strigoi om het leven door hen te onthoofden en stort zij in ten gevolge van de shock, net op het moment dat de bewakers arriveren. Eenmaal terug op de academie vertelt Dimitri haar dat hij niet is ingegaan op Tasha's aanbod haar bewaker te worden, omdat hij van Rose houdt.